# Virginie Mouzat
Ne doit pas être confondu avec Éric Mouzat.
Virginie Mouzat, née le 11 juin 1966 à Paris, est une journaliste de mode et une romancière française. Journaliste pour Le Figaro pendant presque vingt ans, elle a rejoint la rédaction française de Vanity Fair.

## Présentation

### Journaliste
Virginie Mouzat débute dans la mode « par accident » alors qu'elle faisait un peu de mannequinat. Prenant l'héritage de Janie Samet, elle dirige la section mode du quotidien français Le Figaro, journal pour lequel elle collabore depuis 1996 et est également présente sur Madame Figaro, jusqu'en 2012. Journaliste prolifique habituée de la haute couture, décrite dans les pages mode du Guardian comme « the extremely chic fashion editor », elle crée une polémique avec son article du 22 septembre 2011 à propos de la collection du styliste Tom Ford,,.
En 2011, elle est pressentie, avec Emmanuelle Alt, pour succéder à Carine Roitfeld à la tête de l'édition française du magazine de mode Vogue. C'est finalement Emmanuelle Alt qui lui sera préférée. En 2012, Virginie Mouzat est, au même titre que David Karp, l'égérie publicitaire pour la campagne de la marque J.Crew,. À la fin de la même année, son départ du Figaro pour prendre les rubriques « luxe, life style » de la prochaine édition française de Vanity Fair est annoncée.

### Romancière
Elle est l'auteure de deux romans, Une femme sans qualités paru chez Albin Michel en 2009, et La Vie adulte paru chez le même éditeur en 2010. Le premier roman remporte le prix « Coup de cœur de Marie-Claire » et le « prix Montalembert ». Dans une interview, à la question de savoir si « C'est gênant d'être une journaliste de mode quand on publie un roman ? », elle répond que « C'est affreux. […] Je fais tout pour « étanchéifier » mon cerveau mode et mon cerveau de romancière ».